# Tatort: Schlußverkauf
Schlußverkauf ist die 88. Folge der Krimireihe Tatort. Vom Bayerischen Rundfunk produziert, wurde die Episode am 21. Mai 1978 im Ersten Programm der ARD erstmals ausgestrahlt. Es handelt sich um den zehnten Fall von Kriminaloberinspektor Veigl, dargestellt von Gustl Bayrhammer. In der Folge geht es um den Mord am Abteilungsleiter eines Kaufhauses während des Winterschlussverkaufs.

## Handlung
Mitten im Gewühl des Winterschlussverkaufs eines Münchner Kaufhauses wird einer der Mitarbeiter, Manfred Spränger, mit einem Messerstich in den Rücken ermordet, das Messer steckt noch im Rücken des Opfers. Der Geschäftsleiter Haslauer sagt Veigl gegenüber aus, dass Spränger erst ein halbes Jahr zuvor aus Hamburg in die Münchner Filiale versetzt worden war, als Abteilungsleiter musste er aufgrund von Versäumnissen seines Vorgängers hart durchgreifen. Sein Vorgänger Rothermund war wegen Manipulationen mit den Lieferanten entlassen worden. Lenz und Brettschneider finden heraus, dass Spränger bei den Mitarbeitern aufgrund seiner Strenge nicht gerade beliebt war. Veigl sucht Rothermund auf, dieser gibt an, er sei entlassen worden, weil die Kaufhauskette die Betriebsrente hätte sparen wollen. Ihm war vor einiger Zeit Hausverbot erteilt worden, weil er Spränger nach seiner Kündigung attackiert hatte, er hatte sich aber für den Vorfall entschuldigt. Seine Arztpraxis, die in der Nähe des Kaufhauses liegt, kann sein Alibi nicht bestätigten, er hatte seinen Termin erst nach der Tat und war alkoholisiert erschienen.
Die Mitarbeiterin Frau Seidl sagt Veigl gegenüber aus, dass Spränger vor kurzem einen Besuch von einer jungen Frau im Kaufhaus bekommen habe. Alma Spränger erzählt Veigl und Lenz, dass sie am Tattag mit ihrem Sohn habe sprechen wollen, weil er sie, nachdem sie ihm ihr Haus überschrieben hatte, in ein Altersheim abschieben wollte, doch hatte sie den Mut verloren. In seinen Unterlagen hat sie nach seinem Tod einen Darlehensvertrag gefunden, er hatte einer Eva-Maria Wagner ein Darlehen gewährt. Veigl sucht die Dame auf, sie war eine Kollegin von Spränger in Hamburg, mit ihm befreundet und ist kurz nach Spränger nach München gezogen. Wagner hatte sich das Geld von Spränger geliehen, weil sie niemanden sonst in München kannte und der Umzug sie viel Geld gekostet hatte, für die Tatzeit hat sie ein Alibi ihres Sohnes Uwe, ihre Tochter Petra allerdings nicht, diese ist seit einiger Zeit verschwunden. Frau Seidl kann Petra Wagner als das Mädchen identifizieren, das Spränger im Kaufhaus aufgesucht hatte. Rothermund sagt unterdessen auf Nachfrage von Veigl aus, dass er im Pornokino war, die Angabe kann von der Kassiererin dort bestätigt werden. Lenz findet bei Angermann, dem Rektor der Berufsschule, bei der Eva-Maria Wagner arbeitet, heraus, dass ihr Vertrag aus Kostengründen nicht verlängert werden konnte und sie demnächst arbeitslos wird. Veigl hält daraufhin Frau Wagner für verdächtig, während Lenz Frau Spränger verdächtigt. Frau Spränger bestätigt Veigl und Lenz gegenüber, dass Petra Wagner bei ihnen im Haus fast drei Monate lang gewohnt hatte, Frau Spränger wusste aber nichts weiter über Petra. Das Mädchen sei über Nacht plötzlich verschwunden, wofür Manfred Spränger seine Mutter verantwortlich gemacht hatte, deshalb habe sie in ein Altersheim gewollt.
Eva-Maria Wagner gesteht Veigl und Lenz schließlich, dass sie von dem Verhältnis zwischen Petra und Spränger wusste, schon in Hamburg sei der Kontakt eng gewesen, doch habe sie damals nicht geahnt, dass sich zwischen den beiden ein Verhältnis entwickeln könnte, erst nach dem Auszug der Tochter zu Spränger sei ihr das Verhältnis klar geworden, das Darlehen von Spränger habe nichts mit dem Verhältnis zu tun. Frau Draxel, die Haushälterin von Frau Spränger, sucht die Beamten auf und erzählt ihnen, dass sie Petra ein paar Tage bei sich aufgenommen habe, weil diese ihr leidtat. Ihr Neffe habe Petra dann bei der Gelegenheit kennen gelernt, so dass Petra jetzt bei ihm wohne. Veigl und Lenz suchen den jungen Mann auf und befragen dort Petra. Für die Tatzeit hat Petra kein Alibi. Zu ihrer Mutter sei sie nach der Trennung von Spränger nicht zurück, da das Verhältnis zu ihr ambivalent sei. Ihre Mutter sei ebenfalls früher mal mit Spränger zusammen gewesen und habe weiterhin davon geträumt, Spränger zu heiraten, sogar, nachdem das Verhältnis zwischen Petra und ihm begonnen habe. Im Kaufhaus habe Petra Spränger nur aufgesucht, um eine von ihm geschenkte Uhr zurückzugeben, ansonsten hätten sie nach der Trennung keinen Kontakt mehr zueinander gehabt. Bei einer routinemäßigen Überprüfung findet Veigl heraus, dass Frau Spränger ihre Anmeldung für das Altenheim bereits drei Tage vor dem Mord an ihrem Sohn zurückgezogen habe, somit erscheint sie nun auch Veigl dringend tatverdächtig. Als Veigl Frau Spränger seine Erkenntnisse vorhält, sagt sie ihm aus, dass sie es nicht über sich gebracht hätte, ihr Haus zu verlassen, sie habe mit ihrem Sohn reden wollen, doch sei er seit Petras Verschwinden abweisend zu ihr gewesen. Auf dem Weg zu ihrem Sohn am Mordtag habe sie dann der Mut verlassen, so dass sie umgekehrt sei und nicht mit ihm geredet hatte.
Unterdessen hat Uwe Wagner, Petras Bruder, einen Suizidversuch unternommen und liegt im Krankenhaus, dort erzählt Uwe Veigl, dass seine Schwester schwanger von Spränger sei und ihn um Geld gebeten hätte, doch habe dieser seine Schwester einfach weggeschickt. Sein Suizidversuch habe nichts mit dem Fall zu tun. Veigl sucht erneut Petra auf, die ihren Freund Heinz gerade verlassen möchte. Sie habe ihm tags zuvor von der Schwangerschaft erzählt und aufgrund seiner Reaktion die Beziehung nunmehr beendet. Heinz Brücken hingegen sagt aus, dass er mit Petra am Abend vor dem Mord heftig Streit gehabt hatte, weil Petra zu Spränger zurückwollte. Er sei daraufhin nach Augsburg gefahren und am nächsten Tag zur Theatervorstellung, bei der er als Schauspieler mitwirkte, nach München zurückgekehrt. Petra erzählt Veigl beiläufig, dass ihre Mutter sich in dem Kaufhaus, in dem Spränger arbeitete, kürzlich beworben hatte, nachdem ihr in der Schule gekündigt worden war. Veigl findet heraus, dass Eva-Maria Wagner sich am Mordtag zur Tatzeit beworben hatte, das Gespräch war negativ ausgefallen, weil sie konfus gewirkt hatte. Als Veigl und Brettschneider Frau Wagner aufsuchen, will diese gerade Suizid mit einem Sprung aus dem Fenster begehen, doch Veigl kann sie retten. Sie gesteht Veigl gegenüber, einsam und durch das Verhältnis von Spränger zu ihrer Tochter gedemütigt gewesen zu sein. Am Tag ihrer Bewerbung erfuhr sie von ihrem Sohn, dass Petra von Spränger schwanger ist. Als ihre Bewerbung negativ bescheinigt wurde, konnte sie die erneute Demütigung nicht länger ertragen und erstach Spränger.

## Einschaltquoten und Hintergrund
Bei ihrer Erstausstrahlung erreichte die Folge einen Marktanteil von 53,00 %. Die Episode wurde im Februar und März 1978 in München und Umgebung gedreht.

## Kritik
Die Kritiker der Fernsehzeitschrift TV Spielfilm beurteilen diesen Tatort positiv und zeigen dazu mit dem Daumen nach oben.